# Вотфорд-Сіті (Північна Дакота)
Вотфорд-Сіті (англ. Watford City) — місто (англ. city) в США, в окрузі Маккензі штату Північна Дакота. Населення — 6207 осіб (2020).

## Географія
Вотфорд-Сіті розташований за координатами 47°48′7″ пн. ш. 103°16′28″ зх. д. / 47.80194° пн. ш. 103.27444° зх. д. (47.802043, -103.274460).  За даними Бюро перепису населення США в 2010 році місто мало площу 3,67 км², з яких 3,63 км² — суходіл та 0,04 км² — водойми. В 2017 році площа становила 23,32 км², з яких 23,08 км² — суходіл та 0,24 км² — водойми.

### Клімат
Місто знаходиться у зоні, котра характеризується вологим континентальним кліматом з теплим літом. Найтепліший місяць — липень із середньою температурою 21.1 °C (69.9 °F). Найхолодніший місяць — січень, із середньою температурою -12.2 °С (10 °F).
| Клімат Вотфорд-Сіті     | Клімат Вотфорд-Сіті | Клімат Вотфорд-Сіті | Клімат Вотфорд-Сіті | Клімат Вотфорд-Сіті | Клімат Вотфорд-Сіті | Клімат Вотфорд-Сіті | Клімат Вотфорд-Сіті | Клімат Вотфорд-Сіті | Клімат Вотфорд-Сіті | Клімат Вотфорд-Сіті | Клімат Вотфорд-Сіті | Клімат Вотфорд-Сіті | Клімат Вотфорд-Сіті |
| Показник                | Січ.                | Лют.                | Бер.                | Квіт.               | Трав.               | Черв.               | Лип.                | Серп.               | Вер.                | Жовт.               | Лист.               | Груд.               | Рік                 |
| Абсолютний максимум, °C | 13,9                | 17,8                | 27,2                | 33,3                | 39,4                | 43,3                | 44,4                | 43,9                | 39,4                | 35,6                | 25                  | 18,9                | 44,4                |
| Середній максимум, °C   | −6,4                | −2,8                | 3,2                 | 12,7                | 19,6                | 24,3                | 29,2                | 28,7                | 21,9                | 14,4                | 3,8                 | −2,9                | 12,1                |
| Середня температура, °C | −12,2               | −8,9                | −3,1                | 5,6                 | 12,1                | 17,1                | 21,1                | 20,2                | 13,9                | 7,2                 | −1,9                | −8,6                | 5,2                 |
| Середній мінімум, °C    | −17,9               | −14,9               | −9,2                | −1,6                | 4,6                 | 10                  | 13                  | 11,7                | 5,8                 | −0,1                | −7,7                | −14,1               | −1,7                |
| Абсолютний мінімум, °C  | −42,8               | −42,2               | −34,4               | −25                 | −11,1               | −7,2                | 0                   | −1,7                | −12,2               | −21,7               | −30                 | −37,8               | −42,8               |
| Норма опадів, мм        | 14                  | 11                  | 17                  | 32                  | 54                  | 86                  | 58                  | 38                  | 33                  | 24                  | 14                  | 13                  | 395                 |
| Днів з опадами          | 6                   | 5                   | 6                   | 7                   | 9                   | 11                  | 8                   | 7                   | 6                   | 5                   | 5                   | 6                   | 81                  |
| Днів зі снігом          | 8,6                 | 6,3                 | 5,4                 | 2,3                 | 0,7                 | 0                   | 0                   | 0                   | 0                   | 1,5                 | 4,9                 | 8,1                 | 37,8                |
| ----------------------- | ------------------- | ------------------- | ------------------- | ------------------- | ------------------- | ------------------- | ------------------- | ------------------- | ------------------- | ------------------- | ------------------- | ------------------- | ------------------- |
| Джерело: Weatherbase    |                     |                     |                     |                     |                     |                     |                     |                     |                     |                     |                     |                     |                     |

## Демографія
Згідно з переписом 2010 року, у місті мешкали 1744 особи в 733 домогосподарствах у складі 445 родин. Густота населення становила 475 осіб/км².  Було 873 помешкання (238/км²).
Расовий склад населення:
| - 93,6 % — білих - 3,4 % — корінних американців - 0,7 % — азіатів - 0,1 % — вихідців з тихоокеанських островів - 0,1 % — чорних або афроамериканців |

До двох чи більше рас належало 1,6 %. Частка іспаномовних становила 1,9 % від усіх жителів.
За віковим діапазоном населення розподілялося таким чином: 24,8 % — особи молодші 18 років, 57,4 % — особи у віці 18—64 років, 17,8 % — особи у віці 65 років та старші. Медіана віку мешканця становила 40,2 року. На 100 осіб жіночої статі у місті припадало 104,7 чоловіків;  на 100 жінок у віці від 18 років та старших — 101,8 чоловіків також старших 18 років.
Середній дохід на одне домашнє господарство  становив 93 948 доларів США (медіана — 70 161), а середній дохід на одну сім'ю — 113 003 долари (медіана — 95 729). Медіана доходів становила 67 581 долар для чоловіків та 40 143 долари для жінок. За межею бідності перебувало 6,3 % осіб, у тому числі 9,3 % дітей у віці до 18 років та 11,3 % осіб у віці 65 років та старших.
Цивільне працевлаштоване населення становило 1908 осіб. Основні галузі зайнятості: сільське господарство, лісництво, риболовля — 20,2 %, освіта, охорона здоров'я та соціальна допомога — 19,6 %, транспорт — 15,8 %.